# NGC 3003
NGC 3003 é uma galáxia espiral barrada (SBbc) localizada na direcção da constelação de Leo Minor. Possui uma declinação de +33° 25' 19" e uma ascensão recta de 9 horas, 48 minutos e 35,9 segundos.
A galáxia NGC 3003 foi descoberta em 7 de Dezembro de 1785 por William Herschel.